# UTC+13
UTC+13 è un fuso orario, in anticipo di 13 ore sull'UTC.

## Zone
È utilizzato nei seguenti territori:
- Kiribati:
  - Isole della Fenice (20 abitanti su Canton Island)
- Samoa
- Tonga
- Nuova Zelanda:
  -  Tokelau

## Geografia
Alcune delle regioni che utilizzano UTC+13 sono situate in zone teoricamente coperte dai fusi orari UTC-12 e UTC-11, in ritardo di un giorno.
Le Kiribati utilizzano UTC+13 per le isole Phœnix per mantenere su fusi orari consecutivi le varie parti del loro territorio (a cavallo del 180º meridiano).

## Ora legale
Né le Kiribati, né le Tonga, né le Tokelau adottano l'ora legale. Tuttavia, le isole principali della Nuova Zelanda (UTC+12) la osservano, ritrovandosi a UTC+13 in alcuni periodi.

## Storia
Le isole della Fenice utilizzavano UTC-11 fino alla fine del 1994 e passarono direttamente a UTC+13 saltando il 31 dicembre 1994.